# ميتابيفات
ميتابيفات (المُسوَّق تجاريًا باسم بايروكيند®) هو دواء يُستخدم لعلاج فقر الدم الانحلالي لدى من يعانون نقص إنزيم بيروفات كيناز.  وقد وافقت الجهات التنظيمية على استخدامه للبالغين فقط، ويُؤخذ عن طريق الفم. 
تشمل الآثار الجانبية الشائعة مشاكل النوم، وآلام الظهر ، والغثيان، وآلام المفاصل .   ولكن تأثيره على المرأة الحامل غير معروف.  إذ أنه منشط لإنزيم بيروفات كيناز.
حصل ميتابيفات على موافقة للاستخدام الطبي في الولايات المتحدة وأوروبا عام 2022.   في الولايات المتحدة، تبلغ تكلفة العلاج لمدة 4 أسابيع حوالي 27000 دولار أمريكي اعتبارًا من عام 2022.  كما لم يعد متاحًا تجاريًا في المملكة المتحدة اعتبارًا من عام 2022. 